# Unione Sportiva Avellino 1965-1966
Questa voce raccoglie le informazioni riguardanti l'Unione Sportiva Avellino nelle competizioni ufficiali della stagione 1965-1966.

## Rosa
| N. |                   | Ruolo | Calciatore\|               |
| -- | ----------------- | ----- | -------------------------- |
|    | Italia (bandiera) | P     | Giovanni Labella           |
|    | Italia (bandiera) | P     | Alberto Recchia            |
|    | Italia (bandiera) | D     | Giampaolo Bagagli          |
|    | Italia (bandiera) | D     | Carmine Picone             |
|    | Italia (bandiera) | D     | Fabio Mariotto             |
|    | Italia (bandiera) | D     | Ezio Paparelli             |
|    | Italia (bandiera) | D     | Alfio Riti (vice capitano) |
|    | Italia (bandiera) | D     | Giancarlo Versolato        |
|    | Italia (bandiera) | C     | Stefano Forastieri         |

| N. |                   | Ruolo | Calciatore             |
| -- | ----------------- | ----- | ---------------------- |
|    | Italia (bandiera) | C     | Bruno Bruschettini     |
|    | Italia (bandiera) | C     | Igino Gasparini        |
|    | Italia (bandiera) | C     | Lino Ghirardello       |
|    | Italia (bandiera) | C     | Renzo Selmo (capitano) |
|    | Italia (bandiera) | A     | Bruno Abbatini         |
|    | Italia (bandiera) | A     | Valter Bronzini        |
|    | Italia (bandiera) | A     | Fulvio Carbone         |
|    | Italia (bandiera) | A     | Lucio Mujesan          |
|    | Italia (bandiera) | A     | Gianni Sassaroli       |